# Impulserhaltungssatz

Der Impulserhaltungssatz hilft, das Verhalten eines Kugelstoßpendels zu verstehen

Der Impulserhaltungssatz, auch  Impulserhaltung oder Impulssatz, ist einer der wichtigsten Erhaltungssätze der Physik. Er besagt, dass der Gesamtimpuls eines mechanisch abgeschlossenen Systems konstant ist. „Mechanisch abgeschlossenes System“ bedeutet, dass das System nicht in Wechselwirkung mit seiner Umgebung steht.
Die Impulserhaltung gilt sowohl in der klassischen Mechanik als auch in der speziellen Relativitätstheorie und der Quantenmechanik. Sie gilt unabhängig von der Erhaltung der Energie und ist etwa bei der Beschreibung von Stoßprozessen von grundlegender Bedeutung, wo sie besagt, dass der Gesamtimpuls aller Stoßpartner vor und nach dem Stoß gleich ist. Die Impulserhaltung gilt sowohl, wenn die kinetische Energie beim Stoß erhalten bleibt (elastischer Stoß), als auch dann, wenn dies nicht der Fall ist (unelastischer Stoß).
Der Impulserhaltungssatz ist nach dem Noether-Theorem eine unmittelbare Folge der Homogenität des Raumes, also der Tatsache, dass das Verhalten eines Objekts nur von den Werten der physikalischen Größen an seinem Ort bestimmt wird, aber nicht vom Ort selbst.

## Impulserhaltung in der Newtonschen Mechanik
Der Impulserhaltungssatz folgt direkt aus dem zweiten und dritten Newtonschen Axiom. Gemäß dem zweiten Newtonschen Axiom ist die Änderung {\displaystyle {\dot {\vec {p}}}} des Impulses {\displaystyle {\vec {p}}} eines Körpers mit der Zeit gleich der auf ihn wirkenden äußeren Kraft {\displaystyle {\vec {F}}}. Dieses auch Impulssatz genannte Gesetz lautet also
{\displaystyle {\dot {\vec {p}}}={\vec {F}}}.
Wenn keine Kräfte von außen wirken, muss es gemäß dem dritten Newtonschen Axiom („actio = reactio“) für jede Kraft eine gleich große, aber entgegengesetzt wirkende Kraft (die sogenannte Gegenkraft) geben; die Vektorsumme dieser zwei Kräfte ist daher Null. Da dies für alle Kräfte gilt, ist auch die Vektorsumme aller im System auftretenden Kräfte und damit auch die Änderung des Gesamtimpulses gleich Null. Somit gilt
{\displaystyle {\vec {F}}=\sum _{i=1}^{n}{\vec {F}}_{i}=\sum _{i=1}^{n}{\dot {\vec {p}}}_{i}={\dot {\vec {p}}}={\vec {0}}},
weshalb der Gesamtimpuls {\displaystyle {\vec {p}}} ein konstanter Vektor ist. Wenn der Impuls nur von der Geschwindigkeit abhängt, bedeutet dies, dass sich der Massenschwerpunkt mit konstanter Geschwindigkeit bewegt.
Die Impulserhaltung ist auch mit der Aussage äquivalent, dass sich der Schwerpunkt eines Systems ohne äußere Kraft mit konstanter Geschwindigkeit und Richtung bewegt (das ist eine Verallgemeinerung des ersten Newtonschen Axioms, das ursprünglich nur für einzelne Körper formuliert wurde).

## Impulserhaltung im Lagrange-Formalismus
Im Lagrange-Formalismus folgt die Impulserhaltung für ein freies Teilchen aus den Bewegungsgleichungen. Für die Lagrangefunktion {\displaystyle L} für ein Teilchen in einem Potential {\displaystyle V(q)} gilt allgemein
{\displaystyle L={\frac {1}{2}}m{\dot {q}}^{2}-V(q)}
mit einer generalisierten Koordinate {\displaystyle q} und der Teilchenmasse {\displaystyle m}. Die Bewegungsgleichungen lauten
{\displaystyle {\frac {\partial L}{\partial q}}-{\frac {\rm {d}}{{\rm {d}}t}}{\frac {\partial L}{\partial {\dot {q}}}}=0}
und nach Einsetzen des obigen Terms für {\displaystyle L}
{\displaystyle -{\frac {\partial V}{\partial q}}-{\frac {\rm {d}}{{\rm {d}}t}}(m{\dot {q}})=0}.
Wenn {\displaystyle V} nicht von {\displaystyle q} abhängt, dann ergibt die partielle Ableitung des Potentials nach der generalisierten Koordinate den Wert Null. Es verbleibt
{\displaystyle {\frac {\rm {d}}{{\rm {d}}t}}(m{\dot {q}})=0}.
Wenn man für {\displaystyle q} eine Ortskoordinate wählt, dann ergibt sich die Impulserhaltung der Newtonschen Mechanik.

## Impulserhaltung als Folge der Homogenität des Raumes
Nach dem Noether-Theorem existiert zu jeder kontinuierlichen Symmetrie eine Erhaltungsgröße. Die physikalische Symmetrie, die der Impulserhaltung entspricht, ist dabei die „Homogenität des Raumes“.
Homogenität des Raumes bedeutet dabei, dass das betrachtete System verschiebungsinvariant ist, d. h., ein Prozess am Punkt A wird nicht anders ablaufen, wenn er stattdessen an irgendeinem anderen Punkt B stattfindet. Es besteht kein physikalischer Unterschied zwischen den Punkten A und B in dem Sinne, dass der Raum bei B andere Eigenschaften besäße als bei A.
Sei L die Lagrangefunktion eines physikalischen Systems, das somit die Wirkung {\textstyle S=\int L\,{\text{d}}t} hat. Das Noether-Theorem besagt nun: Wenn die Wirkung unter einer Transformation
{\displaystyle {\begin{alignedat}{2}q_{i}&\mapsto q'_{i}&&=q_{i}+\delta \ \psi _{i}(q,{\dot {q}},t)\\t&\mapsto t'&&=t+\varepsilon \ \varphi (q,{\dot {q}},t)\end{alignedat}}}
invariant bleibt, dann ist
{\displaystyle Q:=\sum _{i}{\frac {\partial L}{\partial {\dot {q}}_{i}}}\psi _{i}+\left(L-\sum _{i}{\frac {\partial L}{\partial {\dot {q}}_{i}}}{\dot {q}}_{i}\right)\ \varphi }
eine Erhaltungsgröße. Dabei können die Raum- bzw. Zeitrichtungen {\displaystyle \psi _{i}} und {\displaystyle \varphi }, in die kleine Verschiebungen {\displaystyle \delta } bzw. {\displaystyle \varepsilon } durchgeführt werden sollen, für eine allgemeine Transformation räumlich und zeitlich variieren, weshalb oben {\displaystyle \psi _{i}(q,{\dot {q}},t)} und {\displaystyle \varphi (q,{\dot {q}},t)} steht.
Aus der Homogenität des Raumes folgt, dass zu den Raumkoordinaten Beliebiges hinzuaddiert werden kann, ohne die Lagrangefunktion zu ändern. In der obigen allgemeinen Formulierung des Noether-Theorems entspricht dies dem Spezialfall {\displaystyle \varepsilon =0}. Es gibt drei Raumkoordinaten, in jeder der drei Raumrichtungen {\displaystyle x}, {\displaystyle y} und {\displaystyle z} können wir die Koordinaten um räumlich und zeitlich konstantes {\displaystyle \delta } verschieben, ohne dass sich die Lagrangefunktion ändert. Mit {\displaystyle k=x,y,z} erhalten wir daher nach dem Noether-Theorem die drei Erhaltungsgrößen {\textstyle Q_{k}={\frac {\partial L}{\partial {\dot {q}}_{k}}}}, die gerade die konjugierten Impulse zu den drei Raumkoordinaten sind:
{\displaystyle Q_{k}={\frac {\partial L}{\partial {\dot {q}}_{k}}}=p_{k}}
Die Erhaltung dieser drei Größen ist nun aber gerade der Impulserhaltungssatz:
{\displaystyle 0={\frac {{\text{d}}Q_{k}}{{\text{d}}t}}={\frac {\text{d}}{{\text{d}}t}}{\frac {\partial L}{\partial {\dot {q}}_{k}}}={\frac {\text{d}}{{\text{d}}t}}p_{k}}
Dies gilt für alle drei Raumrichtungen {\displaystyle k=x,y,z}.

## Impulserhaltung im Kristallgitter
Ein Spezialfall ist ein ideales Kristallgitter, in dem die Translation (Verschiebung) um einen Gittervektor eine Symmetrieoperation ist, also wieder zu einer vom ursprünglichen Gitter nicht unterscheidbaren Anordnung führt; andere Verschiebungen ergeben ein Gitter, dessen Gitterpunkte nicht mehr mit den ursprünglichen Gitterpunkten zusammenfallen. In diesem Fall gilt die Impulserhaltung mit der Einschränkung, dass zum Impuls ein mit der reduzierten Planck-Konstante {\displaystyle \hbar } multiplizierter Gittervektor {\displaystyle {\vec {G}}} des reziproken Gitters addiert werden kann:
{\displaystyle {\vec {p}}_{\text{nachher}}={\vec {p}}_{\text{vorher}}+\hbar {\vec {G}}}
Es kann also Impuls nicht in beliebigem Ausmaß an das Kristallgitter transferiert werden, sondern nur in diskreten Schritten, die durch das reziproke Gitter bestimmt werden. Wenn der Impuls für den kleinsten solchen Schritt zu klein ist, z. B. bei sichtbarem Licht im Inneren eines Kristalls, gilt wieder die Impulserhaltung wie im freien Raum. Daher wird sichtbares Licht in Kristallen nicht gebeugt, hingegen kann Röntgenstrahlung, die einen höheren Impuls hat, gebeugt werden. Die Impulserhaltung unter Berücksichtigung des reziproken Gittervektors ist in diesem Fall äquivalent zur Bragg-Gleichung.

## Impulserhaltung in strömenden Fluiden
In einem Strömungsraum sind die ein- und austretenden Impulsströme mit den äußeren, auf diesen Strömungsraum einwirkenden Kräften stets im Gleichgewicht (ausgeglichene Kräftebilanz). Daher gilt für jede Koordinatenrichtung:
{\displaystyle \rho Ac^{2}+\sum {F}=0}
Die Kräfte {\displaystyle F} beinhalten dabei Impulskräfte, Druckkräfte, Wandkräfte, Massenkräfte und Reibungskräfte. Die weiteren Größen in der Gleichung sind: Dichte des Fluids {\displaystyle \rho ,} durchströmte Querschnittsfläche {\displaystyle A,} Strömungsgeschwindigkeit des Fluids {\displaystyle c.}